# Карликтаг
Карликтаг — пасмо гірської системи Тянь-Шань, що є його крайнім східним відрогом. Розміщений у Сіньцзян-Уйгурському автономному районі Китаю. Найбільша висота хребта — гора Карликтаг (4886 м). Простягається з північного заходу на південний схід на відстань близько 200 км.
У високогірних районах лежать льодовики та вічні сніги. Схили хребта круті. На півдні хребет спускається у Хамійську улоговину, де розташоване місто Хамі — одне з найбільших міст Сіньцзян-Уйгурського автономного району. У підніжжі гір на півночі знаходяться міста Барколь та Аратюрюк — адміністративні центри однойменних повітів області Хамі. Поблизу міста Барколь лежить однойменне озеро.
| Китай | Це незавершена стаття з географії КНР. Ви можете допомогти проєкту, виправивши або дописавши її. |